# Francis H. Dodds

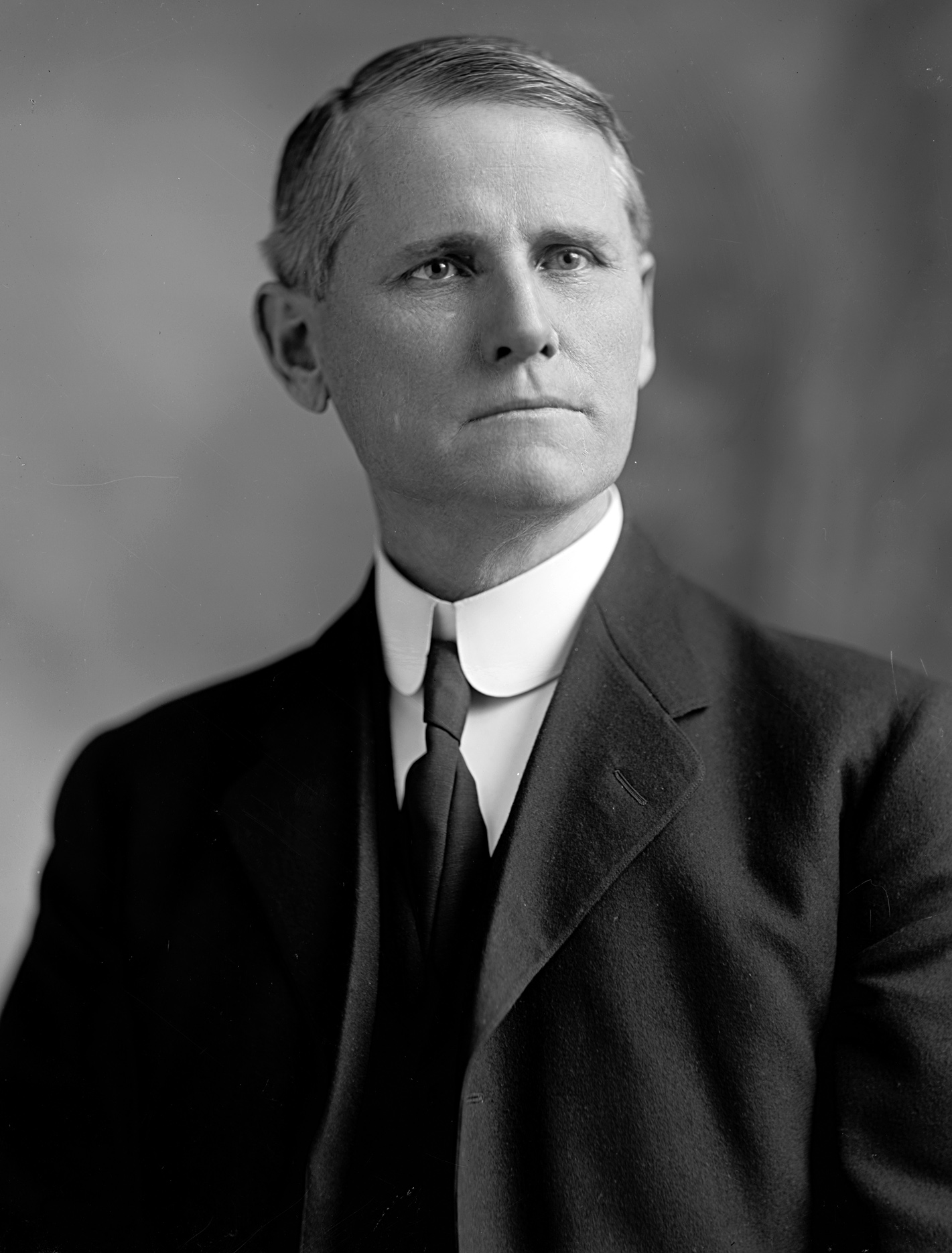
Francis H. Dodds

Francis Henry Dodds (* 9. Juni 1858 bei Waddington, St. Lawrence County, New York; † 23. Dezember 1940 in Mount Pleasant, Michigan) war ein US-amerikanischer Politiker. Zwischen 1909 und 1913 vertrat er den Bundesstaat Michigan im US-Repräsentantenhaus.

## Werdegang
Francis Dodds besuchte die öffentlichen Schulen seiner Heimat. Im Jahr 1866 zog er mit seinen Eltern in das Isabella County in Michigan. In seinem neuen Heimatstaat besuchte er dann das Olivet College. Nach seiner Schulzeit arbeitete Dodds für einige Zeit als Lehrer in Farwell und in Mount Pleasant. Nach einem anschließenden Jurastudium an der University of Michigan in Ann Arbor und seiner im Jahr 1880 erfolgten Zulassung als Rechtsanwalt begann er in Mount Pleasant in seinem neuen Beruf zu arbeiten. In den Jahren 1892 bis 1894 war er juristischer Vertreter dieser Stadt. Von 1894 bis 1897 war er Mitglied im dortigen Bildungsausschuss.
Politisch war Dodds Mitglied der Republikanischen Partei. Bei den Kongresswahlen des Jahres 1908 wurde er im elften Wahlbezirk von Michigan in das US-Repräsentantenhaus in Washington, D.C. gewählt, wo er am 4. März 1909 die Nachfolge von Archibald B. Darragh antrat. Nach einer Wiederwahl konnte er bis zum 3. März 1913 zwei Legislaturperioden im Kongress absolvieren. 1912 wurde Dodds von seiner Partei nicht mehr zur Wiederwahl nominiert. In den folgenden Jahren arbeitete er wieder als Anwalt. Politisch ist er nach seinem Ausscheiden aus dem Repräsentantenhaus nicht mehr in Erscheinung getreten. Francis Dodds starb am 23. Dezember 1940 in Mount Pleasant.